# Chloraal
Chloraal (IUPAC-naam: 2,2,2-trichloorethanal) is een organische verbinding, in 1832 ontdekt door Justus von Liebig.
In zuivere vorm is chloraal een kleurloze olie-achtige vloeistof die oplosbaar is in ethanol en di-ethylether. Het reageert met water tot chloraalhydraat, dat gebruikt wordt als kalmerend middel.

## Synthese
Chloraal wordt bereid door reactie van ethanol met chloorgas:
{\displaystyle \mathrm {C_{2}H_{5}OH\ +\ 4\ Cl_{2}\longrightarrow \ C_{2}HCl_{3}O\ +\ 5\ HCl} }
De naam chloraal is een samentrekking van chloor en alcohol, de stoffen waaruit het gemaakt wordt.

## Toepassingen
Chloraal reageert met chloorbenzeen in de aanwezigheid van zwavelzuur als katalysator tot DDT. Dat was ook de manier waarop DDT industrieel werd geproduceerd.